# Bargo (Nouvelle-Galles du Sud)
Pour les articles homonymes, voir Bargo.
Bargo (3 368 habitants) est une localité de la Nouvelle-Galles du Sud, en Australie à 100 km au sud-ouest de Sydney.
C'est l'une des plus grandes villes d'Australie à ne pas posséder de tout à l'égout.